# والتر پیتس هیل
والتر پیتس هیل (انگلیسی: Walter Hill؛ ۱۰ ژوئن ۱۸۷۷ – ۱۹۴۲) فرد نظامی اهل بریتانیا بود. وی همچنین برندهٔ جوایزی همچون نشان حمام شده‌است.